# Aiulf I de Benevento
Aiulf I (sau Aione) (d. 646) a fost duce longobard de Benevento de la 641 până la moarte.
Aiulf era fiul și succesorul ducelui Arechis I de Benevento. El era instabil din punct de vedere mental, drept pentru care frații săi adoptivi, Radoald și Grimoald au fost regenți alături de el. În anul 646, slavii au debarcat în apropiere de Siponto pe malul Adriaticii într-o incursiune de jaf. Aiulf a condus personal forțele strânse pentru a-i alunga pe aceștia, însă calul său a căzut într-o groapă săpată de invadatori în apropierea taberei lor, drept pentru care ducele a fost încercuit de slavi și ucis.
Aiulf a fost succedat de fratele său Radoald.  